# El gendarme desconocido
El gendarme desconocido és una pel·lícula de comèdia mexicana de 1941 dirigida per Miguel M. Delgado i protagonitzada per Cantinflas, Mapy Cortés i Gloria Marín.Aquesta és la primera pel·lícula de Mario Moreno en la qual interpreta a un personatge anomenat Agent 777, número que reapareixeria (encara que és ambigu si representa al mateix personatge policial) en les altres dues pel·lícules posteriors, El bombero atómico (1952) i El patrullero 777 (1978). Està doblada al català.

## Argument
El Chato captura una banda que havia robat un banc la nit anterior. Considerat un heroi, esdevé membre de la força per a missions especials per la seva capacitat de disfressar-se de moltes formes diferents.

## Repartiment
- Cantinflas com El Chato, Agent 777/El Rei dels Diamants
- Mapy Cortés com La Criollita
- Daniel "Chino" Herrera com comandant Bravo
- Gloria Marín com Amparo.
- Julio Villarreal com cap de policia
- Agustín Isunza com sargent
- Carlos López Moctezuma com Matías Luis Riquelme
- Luis G. Barreiro com treballador de l'hotel
- Consuelo Guerrero de Luna com Doña Joaquina
- Carolina Barret com cabaretera
- Amparo Arozamena com muller del malalt
- Estanislao Schillinsky com gerente de hotel
- Alfredo Varela com Bermúdez